# Schronisko dla zwierząt

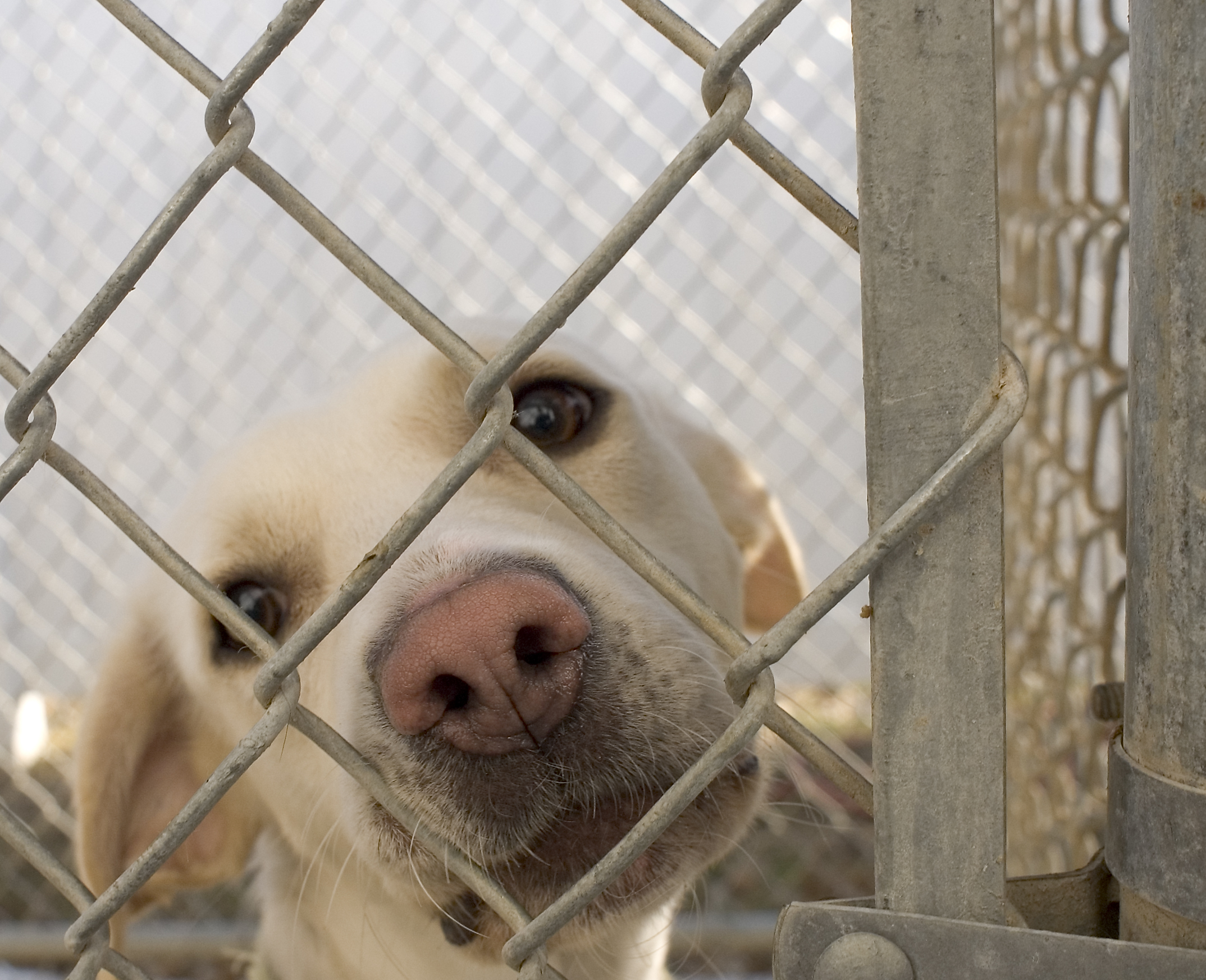
Pies w schronisku w Washington, w stanie Iowa

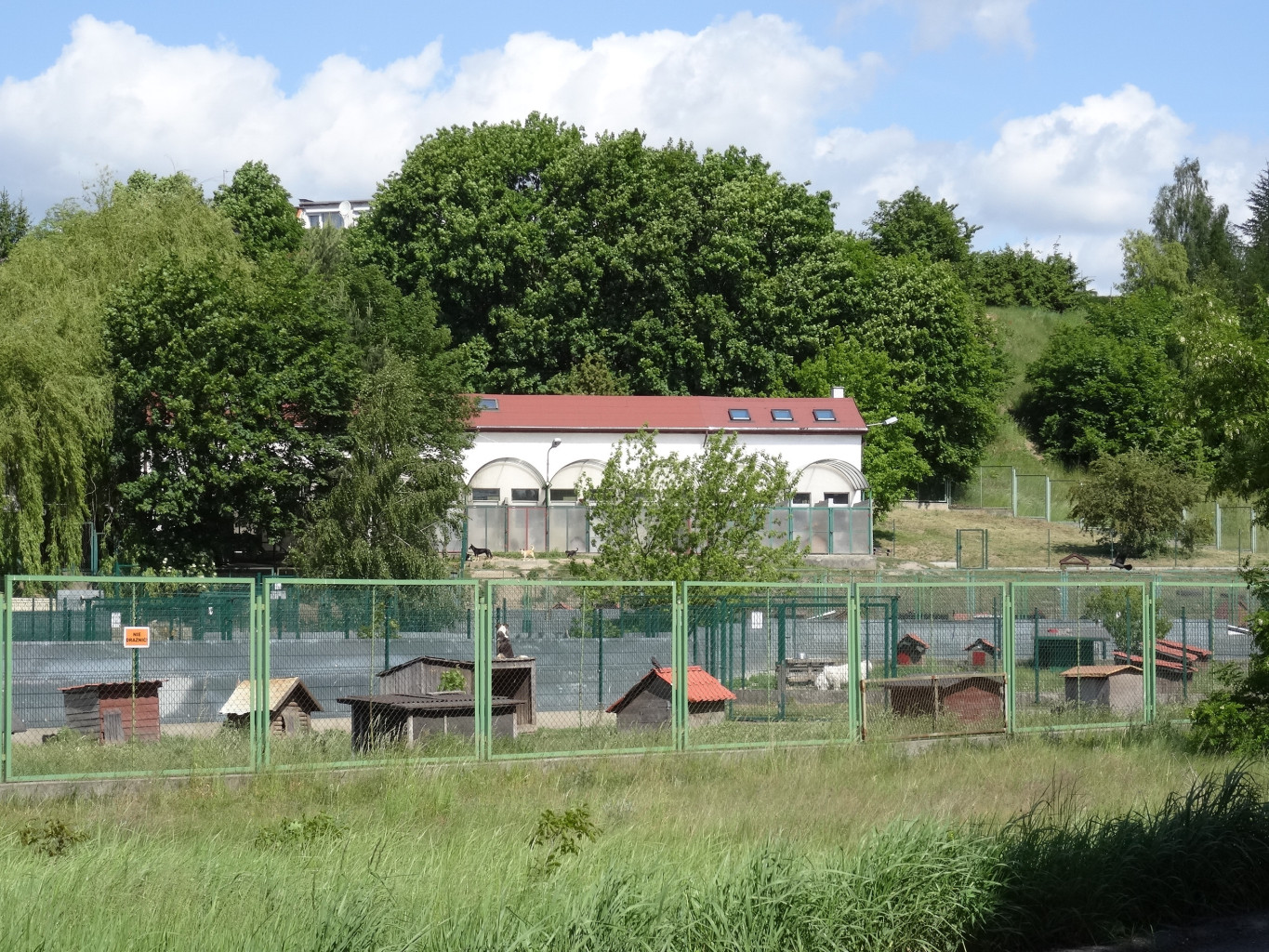
Schronisko dla zwierząt na osiedlu Osowa Góra w Bydgoszczy

Schronisko dla zwierząt – placówka przeznaczona dla bezdomnych zwierząt domowych, w której otoczone są one podstawową opieką.

## W Polsce
Polskie schroniska dla zwierząt tworzone są zwykle z funduszy gmin oraz datków pieniężnych i rzeczowych od osób prywatnych i instytucji charytatywnych. Ich działalność jest podstawową formą rozwiązywania problemu bezpańskich zwierząt.
Tworzone są również schroniska komercyjne działające na zasadach zbliżonych do zasad gospodarki rynkowej – zwykle współpracujące z gminami – oraz placówki typowo komercyjne działające na zasadach hoteli dla zwierząt. Te ostatnie nie są przeznaczone dla zwierząt bezdomnych, ale umożliwiają opiekunom pozostawienie (odpłatne) zwierząt na okres na przykład urlopu.
Do podstawowych form opieki świadczonej przez schroniska dla bezdomnych zwierząt należy zabezpieczenie zwierzętom bezpiecznego schronienia, pożywienia, podstawowej opieki weterynaryjnej (w wielu schroniskach także zabiegi sterylizacji/kastracji) oraz pomoc w znalezieniu nowych opiekunów.
Sytuacja prawna schronisk została doprecyzowana wraz z wejściem w życie 1 stycznia 2012 roku nowelizacji ustawy o ochronie zwierząt. Wprowadzono definicję legalną schroniska dla zwierząt jako miejsca przeznaczonego do opieki nad zwierzętami domowymi spełniającego warunki określone w ustawie z 11 marca 2004 roku o ochronie zdrowia zwierząt oraz zwalczaniu chorób zakaźnych zwierząt (Dz.U. z 2023 r. poz. 1075) (art. 4 pkt 25). Tym samym schroniska dla zwierząt stały się jednoznacznie formą działalności nadzorowanej przez inspekcję weterynaryjną według ustawy o ochronie zdrowia zwierząt oraz zwalczaniu chorób zakaźnych zwierząt. Ustawa o utrzymaniu czystości i porządku w gminach nie reguluje kwestii prowadzenia schronisk, nakłada jedynie na gminy obowiązek ochrony przed bezdomnymi zwierzętami (art. 3 i 7 ustawy). W ustawie o ochronie zwierząt z 1997 roku wprowadzono przepis (art. 11) o możliwości tworzenia takich placówek przez organizacje społeczne w porozumieniu z właściwymi organami samorządu terytorialnego. W zakresie prawa weterynaryjnego obowiązuje Ustawa o ochronie zdrowia zwierząt oraz zwalczaniu chorób zakaźnych zwierząt i Rozporządzenie Ministra Rolnictwa i Rozwoju Wsi z dnia 23 czerwca 2004 roku w sprawie szczegółowych wymagań weterynaryjnych dla prowadzenia schronisk dla zwierząt.
W 2013 roku w Polsce były zarejestrowane 173 schroniska. Część z nich działa pod patronatem Towarzystwa Opieki nad Zwierzętami w Polsce, regionalnych Towarzystw Opieki nad Zwierzętami oraz różnych fundacji.